# BMW Concept 7 Series ActiveHybrid
La BMW Concept 7 Series ActiveHybrid est un concept car et le premier véhicule hybride léger de BMW. La première du concept car a officiellement eu lieu au Mondial de l'Automobile de Paris en octobre 2008. Le modèle de série a été officiellement présenté à l’IAA 2009 sous le nom de BMW Active Hybrid 7 et il a été produit en série à partir du printemps 2010.
Dans le concept car de la BMW Série 7, en plus d’un moteur à combustion interne (N63) basé sur le moteur V8 à deux turbocompresseurs (appelé Twin Turbo par BMW) à injection directe de carburant (appelé High Precision Injection par BMW) de la BMW 750i (avec ici 300 kW/408 ch), un moteur électrique est également utilisé, uniquement pour soutenir le moteur à combustion. La machine électrique est intégrée entre le moteur et la transmission et elle a une puissance moteur maximale de 15 kW et un couple maximal de 210 Nm à 2 800 tr/min. L’objectif du concept hybride doux est de soutenir le moteur essence huit cylindres avec l’entraînement électrique pour augmenter les performances et réduire la consommation de carburant et les émissions de CO2, principalement dans le trafic urbain, grâce à la récupération (technologie de récupération de l’énergie au freinage).